# Troddlers
 (juillet 2019).
Si vous disposez d'ouvrages ou d'articles de référence ou si vous connaissez des sites web de qualité traitant du thème abordé ici, merci de compléter l'article en donnant les références utiles à sa vérifiabilité et en les liant à la section « Notes et références ».
Troddlers est un jeu vidéo de réflexion développé par le studio suédois ATOD Design et édité par The Sales Curves en 1992 sur Amiga. Le jeu a été adapté sur DOS et Super Nintendo en 1993.
À mi-chemin entre Spherical (1989) et Lemmings (1991), le but du jeu est de rapatrier de petites créatures, les Troddlers, jusqu'à la porte de sortie du niveau en posant opportunément des blocs de pierre sur le parcours.

## Équipe de développement
- Game Design : Dennis Gustafsson, Jim Loftus
- Programmation : Christoffer Nilsson
- Art : Dennis Gustafsson
- Musique et effets sonores : Allister Brimble
- Programmation DOS : Morten Grouleff
- Musique et effets sonores DOS : Martin Nyrup
- Programmation SNES : John Croudy